# Silke Scheuermann
Silke Scheuermann, född 15 juni 1973 i Karlsruhe, är en tysk poet och författare av noveller och romaner. 

## Liv och verk
Silke Scheuermann studerade teater- och litteraturvetenskap i Frankfurt am Main, Leipzig och Paris. Hon doktorerade så småningom och har arbetat som docent i Frankfurt. Fram till 2008 var hon bosatt i Frankfurt, men bor numera i den närbelägna staden Offenbach am Main. För övrigt har hon genom olika stipendieformer sedan 2004 varit bosatt kortare perioder som "artist in residence" på olika håll i världen, i Los Angeles 2004 (Villa Aurora), i New York 2006, i Rom ett par gånger (Casa Baldi 2006 och Villa Massimo 2009), i kinesiska Shanghai 2008 och i japanska Kyoto (Goethe-Institut Villa Kamogawa) 2012.
2001 debuterade Silke Scheuermann med diktsamlingen Der Tag an dem die Möwen zweistimmig sangen ["Dagen då måsarna sjöng tvåstämmigt"], en titel som hon 2013 valde också för en samlingsvolym med sin poesi. Denna volym innehåller poetens två första diktsamlingar, och en hel del material som tidigare inte varit utgivet. 2005 utgav hon en novellsamling, som på svenska heter Rika flickor, och 2007 utkom dels hennes första roman, Timmen mellan hund och varg, vilket också var det första verk som översattes till svenska, och dels en tredje diktsamling. Därefter har hon utgivit ytterligare ett par romaner, Die Häuser der anderen (2012) och Wovon wir lebten (2016). Silke Scheuermann har för övrigt en stående poesikrönika vid namn Lyrischer Moment i litteraturtidskriften VOLLTEXT, som utkommer i tidningsformat varannan månad i tyskspråkiga länder. Några av dessa krönikor samlade hon i volymen Und ich fragte den Vogel. Lyrische Momente (2015). 

## Verkförteckning
- Der Tag an dem die Möwen zweistimmig sangen, dikter (Suhrkamp Verlag, 2001)
- Der zärtlichste Punkt im All, dikter (Suhrkamp, 2004)
- Reiche Mädchen, noveller (Schöffling & Co, 2006)
  - Rika flickor, översättning Lena Hammargren (Weyler förlag, 2011)
- Über Nacht ist es Winter, dikter (Schöffling & Co, 2007)
- Die Stunde zwischen Hund und Wolf, roman (Schöffling & Co, 2007)
  - Timmen mellan hund och varg, översättning Svante Weyler (Weyler, 2008)
- Emma James und die Zukunft der Schmetterlinge, barnbok (Fischer Verlag, 2010)
- Shanghai Performance, roman (Schöffling & Co, 2011)
  - Shanghai Performance, översättning Lena Hammargren (Weyler, 2013)
- Die Häuser der anderen, roman (Schöffling & Co, 2012)
- Der Tag an dem die Möwen zweistimmig sangen, Gedichte 2001-2008, dikter (Schöffling & Co, 2013)
- Skizze vom Gras, dikter (Schöffling & Co, 2014)
- Und ich fragte den Vogel. Lyrische Momente, reflektioner kring poesi (Schöffling & Co. 2015)
- Wovon wir lebten, roman (Schöffling & Co, 2016)
- Gerade noch dunkel genug: Frankfurter Poetikvorlesungen, tre föreläsningar om poetik (Schöffling & Co, 2018)
- Zweites Buch der Unruhe, dikter (Schöffling & Co, 2025)

## Utmärkelser och priser (urval)
- 2009: Villa Massimo